# Sheffield (Alabama)
Sheffield es una ciudad ubicada en el condado de Colbert en el estado estadounidense de Alabama. En el censo de 2000, su población era de 9652.

## Demografía
En el 2000 la renta per cápita promedia del hogar era de $ 26.673$, y el ingreso promedio para una familia era de 33.877$. El ingreso per cápita para la localidad era de 16.022$. Los hombres tenían un ingreso per cápita de 30.378$ contra 18.033$ para las mujeres.

## Geografía
Sheffield está situado en 34°45′35″N 87°41′41″O / 34.75972, -87.69472 (34.759721, -87.694592)
Según la Oficina del Censo de los EE. UU., la ciudad tiene un área total de 6.59 millas cuadradas (17.06 km²).